# WWE 205 Live
WWE 205 Live (skrótowo 205 Live) – program telewizyjny o tematyce wrestlingowej, który był emitowany na żywo w piątki w usłudze WWE Network. Było to również określenie osobnego brandu w federacji WWE, do którego należeli wszyscy wrestlerzy występujący na tygodniówce Raw ważący poniżej 93 kilogramów (członkowie dywizji cruiserweight). Show zadebiutowało 29 listopada 2016 i było produkowane bezpośrednio po emisji wtorkowej tygodniówki SmackDown Live.

## Historia
Show skupiało się na wrestlerach, którzy występowali w turnieju Cruiserweight Classic oraz tych, którzy należeli do dywizji cruiserweight przedstawianej ekskluzywnie na tygodniówce Raw. Jak tłumaczy producent i zapaśnik WWE Paul "Triple H" Levesque, program został stworzony na celu przedstawienia tylko i wyłącznie rywalizacji i walk związanych z wrestlerami ważącymi poniżej 93 kilogramów, w którym panuje luźniejszy i bardziej rozwinięty styl walki wrestlerów w porównaniu do tygodniówki Raw. Po premierze pierwszego odcinka, prezes WWE Vince McMahon potwierdził na Twitterze, że 205 Live będzie utrzymywało status oddzielonego brandu.
Wrestlerzy z dywizji cruiserweight oryginalnie występowali ekskluzywnie na tygodniówce Raw, lecz po premierze 205 Live ukazują się na obu tygodniówkach, zaliczając do tego okazjonalne występy w rozwojówce NXT.
Tygodniówka zadebiutowała 29 listopada 2016, gdzie w walce wieczoru Rich Swann pokonał The Briana Kendricka i zdobył od niego WWE Cruiserweight Championship.
15 lutego 2022 roku, PWInsider poinformował, że WWE zaprzestało produkcji odcinków 205 Live, zastępując to na NXT Level Up. 205 Live wyemitował swój ostatni odcinek 11 lutego, a premiera Level Up miała miejsce 18 lutego.